# Manfred Mann
Manfred Mann byla anglická rocková skupina založená v Londýně v roce 1962. Byla pojmenována podle svého klávesisty Manfreda Manna, který později v 70. letech vedl úspěšnou skupinu Manfred Mann's Earth Band. Skupina měla dva hlavní zpěváky: Paula Jonese v letech 1962 až 1966 a Mika d'Aba od roku 1966 do roku 1969. Mezi další členy různých sestav skupiny patřili Mike Hugg, Mike Vickers, Dave Richmond, Tom McGuinness, Jack Bruce (později ze skupiny Cream) a Klaus Voormann.
Skupina byla výraznou součástí scény Swinging London v 60. letech a pravidelně se objevovala v britské hitparádě UK Singles Chart. Jejich průlomovým hitem byla píseň „5-4-3-2-1“ (1964), která sloužila jako úvodní melodie k hudebnímu pořadu ITV Ready Steady Go!. Skupina dosáhla prvního místa v britské i americké hitparádě s písní „Do Wah Diddy Diddy“ (1964), čímž se stala první skupinou z jihu Anglie, která vedla americké hitparády během britské invaze. Další dvě britská čísla jedna dosáhli s písněmi „Pretty Flamingo“ (1966) a „Mighty Quinn“ (1968).

## Historie

### Začátky (1962-1963)
Skupina se původně jmenovala Mann-Hugg Blues Brothers a byla založena v Londýně v prosinci 1962 hráčem na klávesové nástroje Manfredem Mannem a bubeníkem Mike Huggem. V době vzestupu britského blues hráli v Londýně v nočních klubech (kde tehdy začínali také The Rolling Stones, The Moody Blues a The Yardbirds). Skupina byla doplněna Mike Vickersem kytara, altsaxofon a flétna, Dave Richmondem baskytara a Paulem Jonesem zpěvákem a hráčem na harmoniku; a v té době si změnili název na Manfred Mann & The Manfreds.
Skupina podepsala v březnu 1963 smlouvu s hudebním vydavatelstvím His Master's Voice a na radu hudebního producenta si změnili jméno na Manfred Mann. V červenci téhož roku vydali singl s instrumentálkou "Why Should We Not?",

### Koncerty v Československu
V říjnu 1965 navštívili Manfred Mann jako první špičková západní rocková skupina Československo. Vystoupili v Praze (Jazzové dny v Průmyslovém paláci), Bratislavě a Uherském Hradišti, kde byli jejich předkapelou místní Bodláci. Pražský koncert byl poznamenán konflikty mezi fanoušky a dohlížejícími příslušníky Veřejné bezpečnosti. Manfred Mann na to vzpomínal: „Bylo to hrozné hrát v tak chladné atmosféře, kde se publikum bálo. Chtěli si užít koncert, ale zároveň byli vystrašení. Když jsem žil v Jižní Africe, tak jsem byl komunistou, ale návštěva Československa mě velmi odradila od jakéhokoliv takového názoru.“ Manfred Mann výrazně ovlivnili hudební projev i pódiovou stylizaci československých skupin.  

## Obsazení
- Manfred Mann – klávesy (1962—1969)
- Mike Hugg – bicí, vibrafon, klávesy (1962—1969)
- Dave Richmond – baskytara (1962—1964)
- Mike Vickers – kytara, altsaxofon, flétna (1962—1965)
- Paul Jones – zpěv, harmonika (1962—1966)
- Tom McGuinness – kytara, baskytara (1964—1969)
- Jack Bruce – baskytara (1965—1966)
- Klaus Voormann – baskytara (1966—1969)
- Mike d'Abo – zpěv, klávesy (1966—1969)
- Glyn Thomas – bicí (Mann Hugg Blues Brothers; 1960—1962)
- Tony Smith – baskytara (Mann Hugg Blues Brothers; 1960—1962)